# Frederico Augusto I da Saxônia
Frederico Augusto I (Dresden, 23 de dezembro de 1750 – Dresden, 5 de maio de 1827) foi o Eleitor da Saxônia como Frederico Augusto III de 1763 até 1806, quando o Eleitorado da Saxônia foi elevado para Reino da Saxônia, com ele reinando como rei até sua morte. Era filho de Frederico Cristiano, Eleitor da Saxônia, e sua esposa Maria Antônia da Baviera, que serviu como sua regente de sua ascensão até 1768, durante sua minoridade.

## Príncipe-eleitor da Saxónia e rei designado da Polónia

### Origens
Frederico Augusto era o segundo filho do príncipe-eleitor Frederico Cristiano da Saxónia e da sua esposa, a princesa Maria Antónia da Baviera. Uma vez que era menor de idade quando o seu pai morreu em 1763, a sua mãe foi sua regente até 1768. O seu tio, o príncipe Francisco Xavier, era o seu representante.

### Renúncia ao trono da Polónia
Em 1765, o príncipe Francisco Xavier entregou o trono da Polónia a Estanislau II da Polônia em nome do seu sobrinho que era ainda menor de idade. No entanto, Frederico Augusto foi nomeado sucessor de Estanislau quando a constituição da Polónia foi rectificada pela Câmara Baixa (Sejm) do Parlamento da Polónia. Na altura, o herdeiro da casa real da Saxónia foi nomeado herdeiro do trono polaco, de acordo com o artigo VII da constituição. Apesar de tudo, Frederico recusou-se a aceitar a coroa quando Estanislau morreu em 1798, uma vez que temia envolver-se em disputas com a Áustria, a Prússia e a Rússia que tinham dado início ao processo de repartição da Polónia em 1772. Na verdade, o país tinha já sido completamente distribuído por essas potências em 1795.

### Política externa até à dissolução do Sacro Império Romano-Germânico

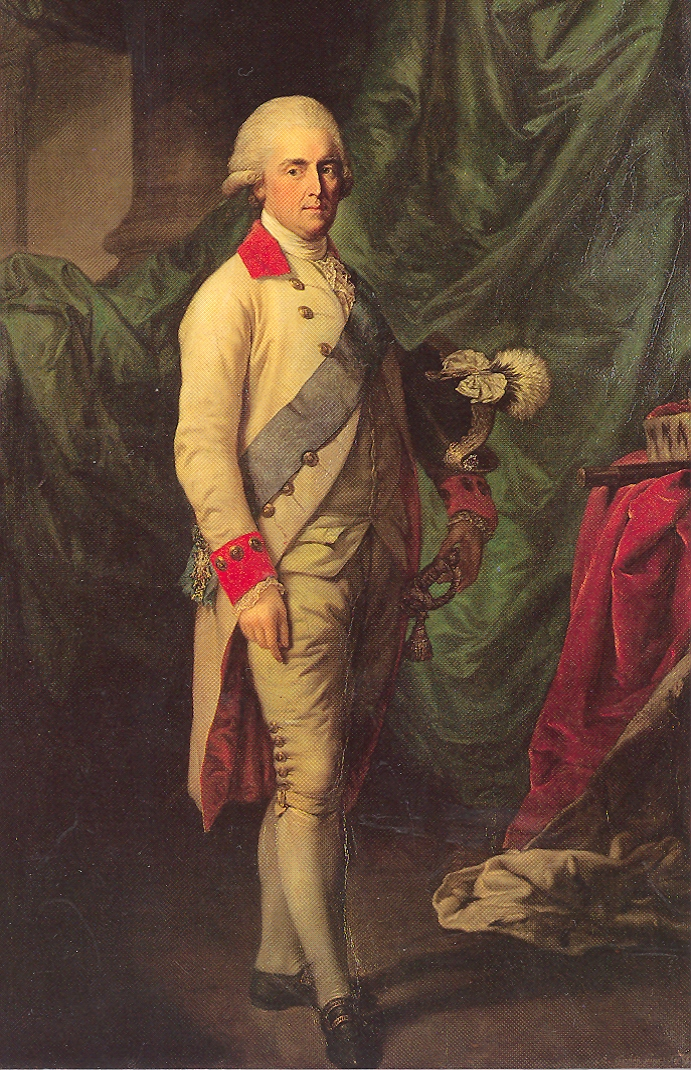
Frederico Augusto em 1750.

Em Agosto de 1791, Frederico Augusto encontrou-se com o sacro-imperador Leopoldo II da Áustria e com o rei Frederico Guilherme II da Prússia no Castelo de Pillnitz. Um dos objectivos do encontro era apoiar parcialmente a monarquia francesa que se encontrava abalada pela agitação revolucionária no país. Daí resultou a Declaração de Pillnitz, que ameaçava o governo revolucionário francês com uma intervenção militar. Esta provocação resultou numa declaração de guerra à Áustria em 1792. Frederico Augusto não assinou a declaração.
A Saxónia não se queria envolver numa aliança contra a França ao lado da Áustria e da Prússia. Apesar disso, uma proclamação do Reichstag do Sacro Império publicada em Março de 1793 obrigava Frederico Augusto a envolver-se no conflito. Houve grande agitação da Saxónia em Abril de 1795 quando a Prússia concluiu uma processo de paz separada subitamente com a França para facilitar a partição da Polónia. A Saxónia abandonou a coligação contra a França em Agosto de 1796, depois de a França avançar na zona leste para terras alemãs e o Sacro Império concordou com algumas condições adicionais para concluir o processo de paz separada.
Tanto o acordo de paz com a França como a participação da Saxónia no Congresso de Rastatt em 1797 serviram para demonstrar a lealdade de Frederico Augusto aos princípios constitucionais convencionais do Sacro Império. O Congresso de Rastatt devia autorizar a rendição das zonas da margem esquerda do Reno à França em troca de compensações para os governantes que prescindiam dos seus territórios. A Saxónia recusou-se a concordar com os ajustamentos territoriais que foram concebidos para beneficiar a Baviera, a Prússia, Württemberg e Baden no Congresso de Rastatt e, em 1803, quando foi publicado o Relatório Final da Delegação do Exército a lei do Sacro Império que ditou a nova ordem no mesmo.

### Política externa com Napoleão
Frederico Augusto também não participou na criação da Confederação do Reno, que levou à dissolução do Sacro Império. Relativamente à ideia da Prússia relativa a um império formado pelos estados da Alemanha do norte, na qual a Saxónia seria elevada a reino, Frederico pareceu ter as suas reservas. No entanto, quando Napoleão avançou até à Turíngia em Setembro de 1806, em resposta ao Ultimato de Berlim, que exigia a retirada das tropas francesas da margem esquerda do Reno, Frederico Augusto uniu-se à Prússia. Nas batalhas de Jena e Auerstedt em 1806, as tropas da Prússia e da Saxónia sofreram uma pesada derrota às mãos de Napoleão. Separado da Prússia, cujo governo e exercito se tinham retirado para leste, sem qualquer informação sobre as intenções da Prússia e com as tropas de Napoleão prestes a ocupar a Saxónia, Frederico Augusto foi forçado a negociar os termos de paz. A 11 de Dezembro de 1806, em Poznan, foi assinado um tratado por representantes autorizados de ambos os lados. A Saxónia foi forçada a juntar-se à Confederação do Reno e teve de oferecer parte da Turíngia ao recém-criado Reino de Vestefália. Como compensação, a Saxónia recebeu a zona ao redor de Cottbus e foi elevada ao estatuto de reino, juntamente com os estados confederativos da Baviera e Württemberg.

## Rei da Saxónia e Duque de Varsóvia

### Elevação a governante da Saxónia e da Polónia

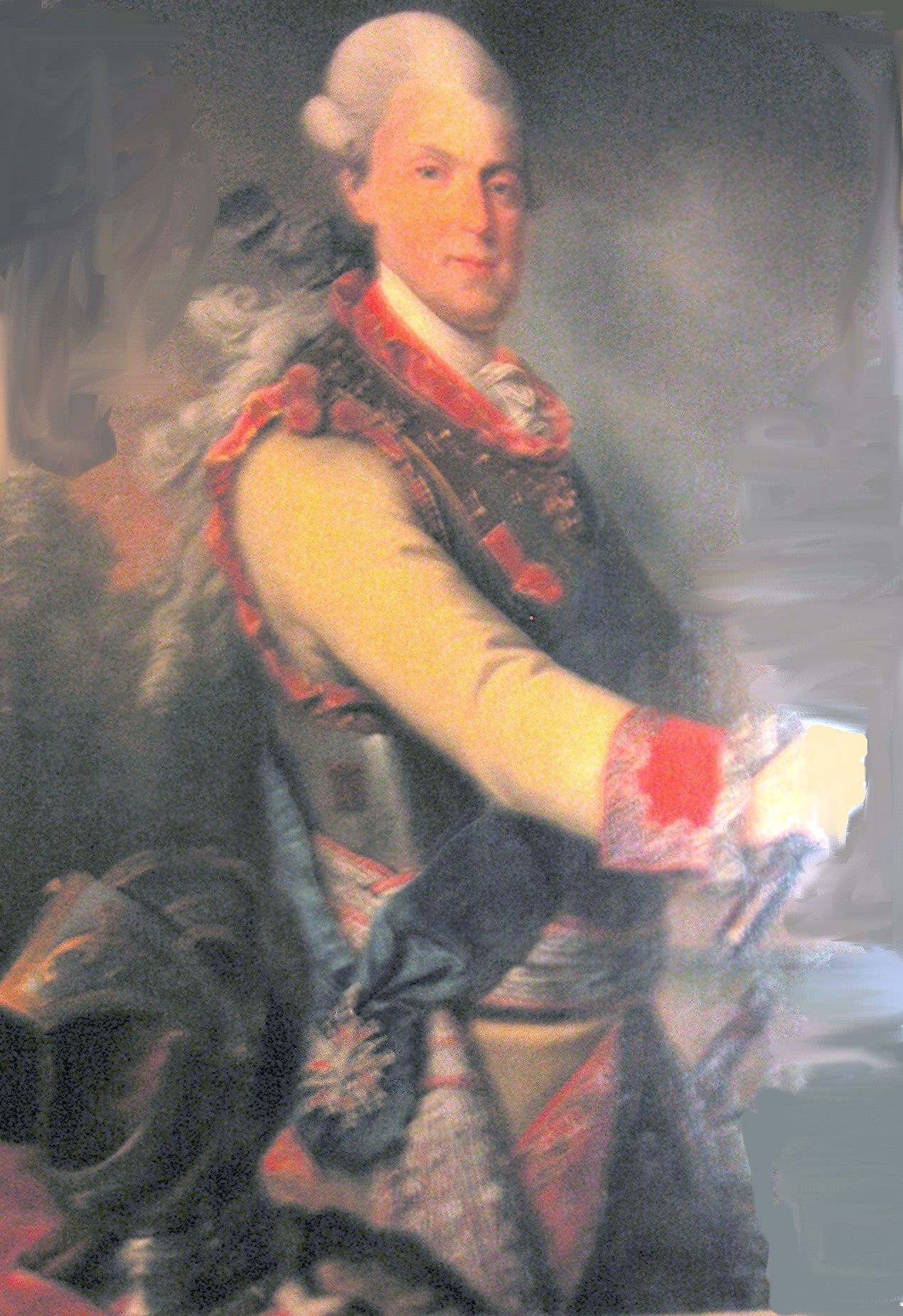
Frederico Augusto.

Frederico Augusto foi proclamado rei da Saxónia a 20 de Dezembro de 1806. Após o Tratado de Tilsit, negociado entre o rei Frederico Guilherme III da Prússia, o czar Alexandre I da Rússia e Napoleão em Julho de 1807, Frederico Augusto foi também nomeado duque de Varsóvia. Apesar de ter rejeitado a oferta do reino da Polónia em 1795, feita pela câmara baixa do Parlamento da Polónia, não pôde recusar um título polaco duas vezes.
A Constituição do Ducado de Varsóvia, ditada por Napoleão à Saxónia, unia o ducado de Varsóvia à casa real da Saxónia, de forma hereditária, no artigo V, que estava relacionado com a Constituição da Polónia de 1791. Geopoliticamente, o ducado de Varsóvia incluía zonas da segunda e da terceira partições da Polónia realizadas em 1795, à excepção de Danzig (Gdańsk), que se transformou na Cidade Livre de Danzig sob a "protecção" conjunta da França e da Saxónia, e o distrito na zona de Białystok, que foi oferecido à Rússia. A zona de controlo prussiano era constituída por território que pertenciam às antigas províncias da Nova Prússia Oriental, do Sul da Prússia, Nova Silésia e Prússia Ocidental. Além do mais, o novo estado também recebeu a zona ao longo do Rio Noteć e a "Terra de Chełmno".
Ao todo, o ducado possuía uma área inicial de cerca de 104,000 km², com uma população de aproximadamente 2,600,000 pessoas. A maioria dos habitantes era de origem polaca.
Em 1809, a Áustria foi derrotada pelas tropas da Polónia e da Saxónia depois de tentar tomar posse do ducado e pelo papel que desempenhou na cedência das regiões polacas do ducado que tinham sido ocupadas até 1795, entre elas a cidade real polaca de Cracóvia. Em Julho de 1812, Frederico Augusto rectificou a proclamação do Parlamento da Polónia que restaurava o Reino da Polónia. Napoleão introduziu uma medida protectora contra essa medida.

### Acontecimentos durante a Guerra de Libertação

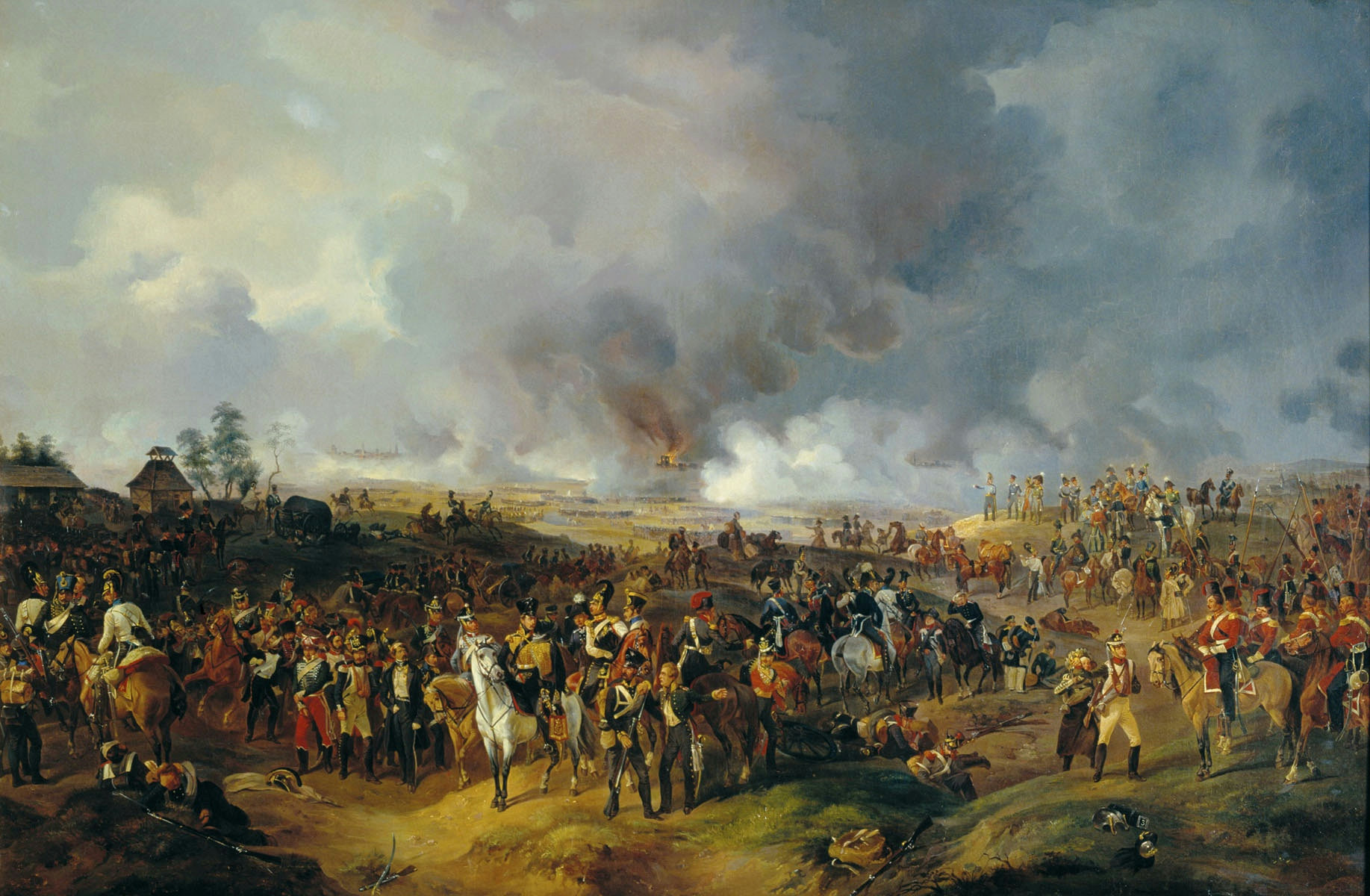
Batalha de Leipzig

Em 1803, durante a Guerra de Libertação, a Saxónia viu-se numa situação mais complicado do que qualquer outro estado beligerante. O país ainda se encontrava sob o controlo de Napoleão e, ao mesmo tempo, tinha-se tornado um local central da guerra. No outono de 1813, no início da Batalha de Leipzig (ou Batalha das Nações), a população local da Saxónia, cerca de dois milhões de pessoas, viram quase um milhão de soldados a invadir os seus territórios. Napoleão ameaçou abertamente que iria considerar a Saxónia como inimiga se Frederico Augusto trocasse as suas lealdades. O seu espaço de manobra era assim muito limitado. O rei não queria colocar o bem-estar do país em risco de forma leviana. Ao mesmo tempo, ainda se recordava vivamente da forma como a Prússia o tinha abandonado simplesmente em 1806.
Nesta situação difícil, o rei tentou realizar cautelosamente uma aliança com a Sexta Coligação em 1813 sem arriscar uma separação pública de Napoleão e uma declaração de guerra. À medida que as tropas russas e prussianas avançavam pela Saxónia na primavera, o rei mudou-se para sul, para evitar um confronto directo e continuar as negociações secretas para uma aliança com a Áustria em Regensburg. O pacto entre a Saxónia e a Áustria foi concluído a 20 de Abril e o rei informou os seus aliados da Prússia e da Rússia da mesma. Frederico não conseguiu esconder as suas manobras diplomáticas de Napoleão que o convocou urgentemente à Saxónia após a derrota das tropas prussianas e russas em Lützen a 2 de Maio. Frederico Augusto decidiu aceitar o ultimato que lhe foi apresentado. Sem ter qualquer garantia de que a Áustria o iria ajudar efectivamente e perante a derrota da coligação da Prússia e da Rússia, que mostrava agora interesse em negociar a paz com a França, Frederico considerou que não tinha escolha.
A decisão de Frederico Augusto quase não trouxe alívio ao país. Napoleão, enfurecido pela quase traição do rei e, ao mesmo tempo, dependente da mobilização total de todas as forças disponíveis contra as tropas da coligação, exigiu todos os recursos da Saxónia. Além do mais, o país sofria devido às constantes mudanças da guerra e os seus movimentos e alojamentos. No final de Agosto, os Aliados voltaram a não conseguir derrotar Napoleão na Batalha de Dresden. Entretanto, a Saxónia tornou-se a arena principal da guerra e Dresden o ponto intermédio dos movimentos do exército francês. Só a 9 de Setembro, em Teplice, território que pertence actualmente à República Checa, a Áustria concluiu a sua aliança com a Prússia e a Rússia. À medida que as tropas de Napoleão na Saxónia se preparavam para retirar antes que a coligação pudesse aumentar, os primeiros desertores do exército da Saxónia juntaram-se aos Aliados em Setembro.
Frederico Augusto não confiava na Prússia devido às experiências na primavera e estava também desiludido com a decisão da Áustria de não se juntar imediatamente à coligação, principalmente porque o país estava tão exposto à ameaça francesa como anteriormente. Assim, decidiu não se separar de Napoleão. Na Batalha de Leipzig, as tropas da Saxónia e da Polónia lutaram ao lado de Napoleão. Perante a aparente derrota dos franceses, houve um número ainda maior de tropas da Saxónia que se juntou ao exército da coligação durante a batalha, enquanto que as tropas polacas foram praticamente aniquiladas.

### Estabelecimento dos assuntos da Saxónia no Congresso de Viena

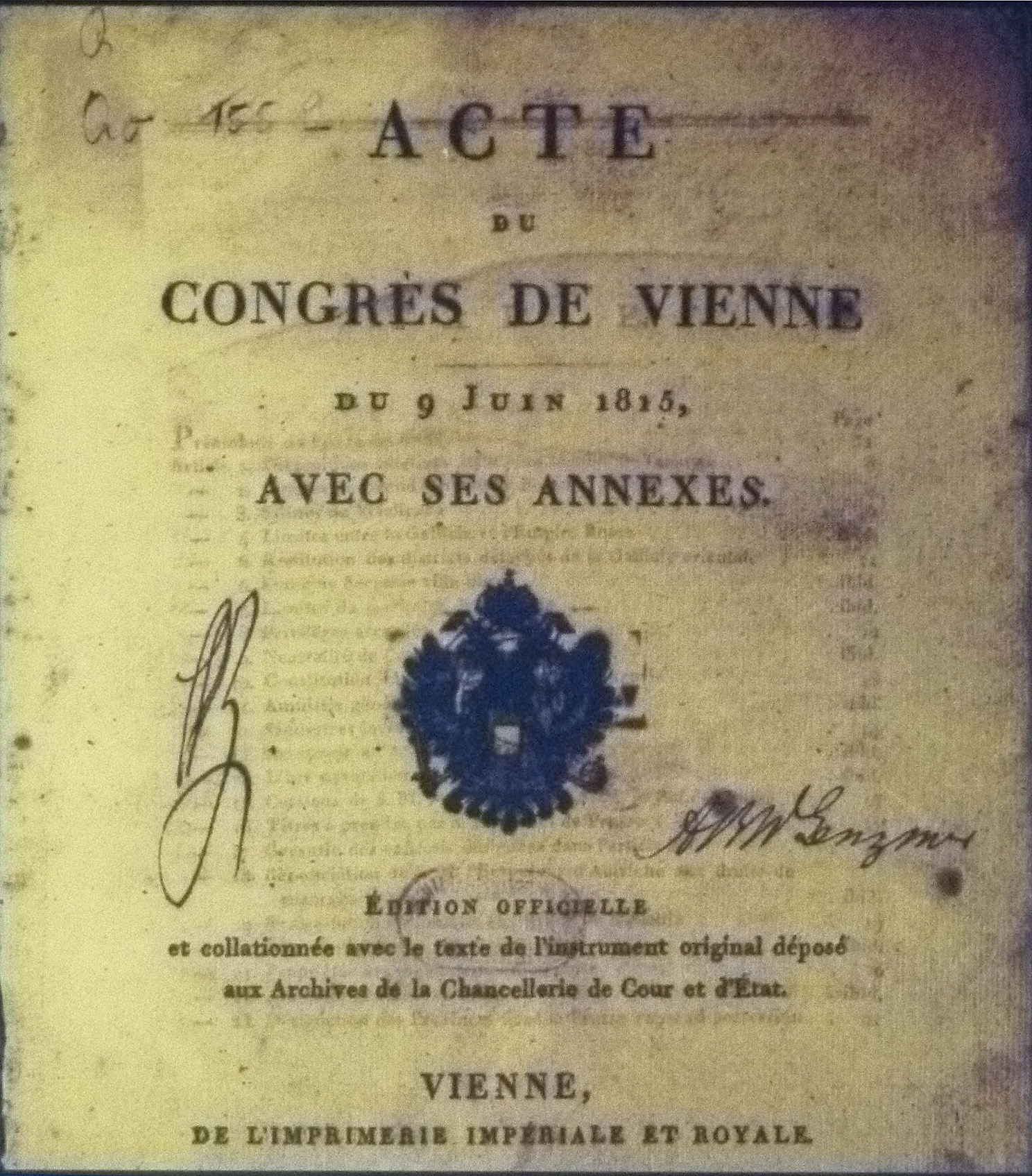
Documento do Congresso de Viena.

Nas deliberações do Congresso de Viena em 1814 e 1815, a posição de Frederico Augusto estava condenada devido à posição geográfica difícil do país, das mudanças da guerra, da falta de assistência da Áustria e a sua própria hesitação. A aliança Prusso-Russa nunca considerou seriamente incluir a Saxónia na sua aliança anti-Napoleão. Mesmo antes de a Prússia declarar guerra à França a 17 de Março de 1813, o país tinha já concordado em fazer uma aliança com a Rússia, ignorando a Saxónia e a Polónia, em Kalisz, a 22 de Fevereiro. O objectivo era colocar o ducado da Polónia sob o domínio russo, enquanto a Prússia seria recompensada por ceder a Polónia com a anexação de territórios da Saxónia. O apetite da Prússia pelos territórios mais desenvolvidos económica e culturalmente da Saxónia tinha surgido no antigo sonho que Frederico II tinha delineado no seu testamento político de 1752 e que tinha tentado concretizar na Guerra dos Sete Anos. Este sentimento não vinha de qualquer necessidade de vencer o domínio de Napoleão na Europa central.
Após a Batalha de Leipzig, a aliança Prusso-Russa não mostrou interesse numa aliança com o rei da Saxónia na luta mais abrangente contra Napoleão, apesar das ofertas de apoio de Frederico Augusto. Em vez disso, o rei foi feito prisioneiro no Castelo de Friedrichsfelde perto de Berlim e colocado sob custódia da Rússia e da Prússia em nome de um "Governo Geral de Altas Potências Aliadas".
Foi a atitude violenta do ministro prussiano, o barão von Stein, e não o governo administrado pelo russo príncipe Repnin até Novembro de 1814 ou a subsequente ocupação prussiana que durou até Junho de 1815, que causou a baixa moral na Saxónia no final das Invasões Napoleónicas. Ao contrário dos representantes da França, foi negado a Frederico Augusto o direito de participar no Congresso de Viena como castigo pelo seu suposto papel de quase-deputado do seu antigo aliado, Napoleão. É provável que a única intenção para esta atitude foi a vontade da Prússia e da Rússia cumprirem com os planos de anexação delineados em Kalisz. A Saxónia não foi completamente abandonada apenas devido ao facto de a Áustria e a França temerem um fortalecimento excessivo da Prússia. Uma vez que a questão da Saxónia ameaçava colocar o Congresso em desacordo, os aliados acabaram por concordar finalmente em dividir a Saxónia a 7 de Janeiro de 1815 com a mediação do czar.

### Aceitação da ordem pós-guerra do Congresso de Viena
Frederico Augusto atrasou a sua aceitação da divisão do país depois de ser libertado de uma prisão prussiana em Fevereiro de 1815. Uma vez que não tinha qualquer escolha, acabou por ceder e, a 18 de Maio, aceitou o tratado de paz que lhe foi apresentado pela Prússia e pela Rússia. Quando o tratado foi assinado a 21 de Maio de 1815, 57% do território da Saxónia e 42% da população foram entregues à Prússia.
Locais e zonas que pertenciam à paisagem da Saxónia há centenas de anos tornaram-se completamente estrangeiros, absorvidos em parte por regiões administrativas criadas artificialmente. Alguns exemplos incluíam a cidade de Wittenberg, antiga capital do eleitorado da Saxónia quando este ainda pertencia ao Sacro Império Romano-Germânico, e o local da Universidade Nacional que se tornou conhecida graças a Martinho Lutero e Filipe Melâncton e que foi extinta em 1817 quando foi fundida com a Universidade de Halle, na Prússia, e Torgau, cidade natal e local de residência do príncipe-eleitor Frederico, o Sábio, que foi incorporada em novas divisões criadas pela Prússia que receberam o nome de província da Saxónia. A Baixa Lusácia que, à semelhança da Alta Lusácia, tinha mantido a sua autonomia constitucional sob o domínio da Saxónia, foi incorporada na província de Brandeburgo e deixou de existir como estado independente. A Alta Lusácia foi dividida arbitrariamente: a área atribuída à Prússia, incluindo Görlitz, foi acrescentada à província da Silésia; estas zonas também perderam a sua autonomia constitucional.
A 22 de Maio de 1815, Frederico Augusto abdicou da sua posição de governante do ducado de Varsóvia, cujo território foi anexado principalmente à Rússia, mas também foi dividido entre a Prússia e a Áustria. Na área atribuída à Rússia foi criado o Reino da Polónia que se juntou à herança dos czares. A antiga cidade real de Cracóvia deixou de pertencer ao novo reino e tornou-se uma republica separada. A autonomia interna de que usufruía terminou em 1831, após o Levante de Novembro.

## Rei da Saxónia

### Regresso à Saxónia
Quando Frederico regressou à Saxónia em Julho de 1815 foi recebido entusiasticamente por todo o país. Os territórios cedidos também demonstraram a sua lealdade e a população mostrava frieza perante os novos governantes. Pouco depois, começou a circular a noção de ser "obrigatoriamente prussiano". Em Liège, onde a maioria dos regimentos do exército da Saxónia se encontrava desde o início de 1815, houve uma revolta no final de Abril. O rei da Prússia ordenou a Blücher que dispensasse os soldados que pertenciam aos territórios anexados, mas os homens de Frederico Augusto ainda não tinham partido e, por isso, os soldados da Saxónia revoltaram-se. Blücher teve de fugir da cidade e apenas conseguiu controlar a revolta quando chamou mais tropas prussianas.
A opinião pública da Saxónia estava do lado de Frederico Augusto quando este regressou. A população sentia que as políticas prussianas eram impiedosas tanta perante o país como perante o rei. A avareza dos interesses especiais de Berlim era muito clara à medida que as recompensas da Guerra da Libertação eram distribuídas.

### Últimos anos
A maioria dos últimos doze anos de vida de Frederico Augusto passaram tranquilamente. O carácter conservador do rei, que, em termos de política externa até 1806, se tinha demonstrado numa lealdade incondicional aos interesses da Saxónia, ficou ainda mais severa após a sua experiência durante o domínio napoleónico. O rei fez poucas reformas políticas. Até à sua morte em 1827, pouco mudou na regulação constitucional do estado da Saxónia. Na verdade, o rei não fez por respeito aos direitos das classes altas que restavam na Lusácia. Também houve pouco resultado do desejo que muitas pessoas tinham em transformar o sistema político existente para dar lugar a um parlamento legitimo. No entanto a admiração pelo velho rei que tinha supervisionado o destino da Saxónia durante mais de meio século pouco diminuiu. Durante a sua vida, Frederico recebeu o cognome de "O Justo". No entanto, o seu sucessor e irmão, o rei António, iria receber criticas pela demora da reconstrução económica e social da Saxónia.
Frederico Augusto encontra-se sepultado na Catedral Católica de Dresden.

## Casamento e descendência
A 29 de Janeiro de 1769, Frederico Augusto casou-se com a condessa Amália de Zweibrücken-Birkenfeld, irmã do rei Maximiliano I José da Baviera. Juntos, tiveram quatro filhos, mas apenas uma filha chegou à idade adulta:
1. Nado morto (nasceu e morreu em 1771)
2. Nado morto (nasceu e morreu em 1775)
3. Maria Augusta da Saxónia (21 de Junho de 1782 - 14 de Março de 1863), nunca de casou nem deixou descendentes.
4. Nado morto (nasceu e morreu em 1797)3

Ele teve uma filha ilegítima, que nasceu de uma relação de Frederico Augusto com a filha de um financista da corte judaica em Dresden.
Como não teve um herdeiro varão, o trono da Saxónia passou para o seu irmão mais novo, o príncipe António.

## Genealogia
| Frederico Augusot I da Saxónia | Pai: Frederico Cristiano, Príncipe-Eleitor da Saxónia | Avô paterno: Augusto III da Polónia                       | Bisavô paterno: Augusto II da Polónia                               |
| Frederico Augusot I da Saxónia | Pai: Frederico Cristiano, Príncipe-Eleitor da Saxónia | Avô paterno: Augusto III da Polónia                       | Bisavó paterna: Cristiana Everadina de Brandemburgo-Bayreuth        |
| Frederico Augusot I da Saxónia | Pai: Frederico Cristiano, Príncipe-Eleitor da Saxónia | Avó paterna: Maria Josefa da Áustria                      | Bisavô paterno: José I, Sacro Imperador Romano-Germânico            |
| Frederico Augusot I da Saxónia | Pai: Frederico Cristiano, Príncipe-Eleitor da Saxónia | Avó paterna: Maria Josefa da Áustria                      | Bisavó paterna: Guilhermina Amália de Brunsvique-Luneburgo          |
| Frederico Augusot I da Saxónia | Mãe: Maria Antónia da Baviera                         | Avô materno: Carlos VII, Sacro Imperador Romano-Germânico | Bisavô materno: Maximiliano II Emanuel, Príncipe-Eleitor da Baviera |
| Frederico Augusot I da Saxónia | Mãe: Maria Antónia da Baviera                         | Avô materno: Carlos VII, Sacro Imperador Romano-Germânico | Bisavó materna: Theresa Kunegunda Sobieska                          |
| Frederico Augusot I da Saxónia | Mãe: Maria Antónia da Baviera                         | Avó materna: Maria Amália da Áustria                      | Bisavô materno: José I, Sacro Imperador Romano-Germânico            |
| Frederico Augusot I da Saxónia | Mãe: Maria Antónia da Baviera                         | Avó materna: Maria Amália da Áustria                      | Bisavó materna: Guilhermina Amália de Brunsvique-Luneburgo          |